# István Ilku
István Ilku (Budapest, 6 marzo 1933 – 17 aprile 2005) è stato un calciatore e allenatore di calcio ungherese, di ruolo portiere. Suo fratello, Péter Ilku, era anch'egli calciatore.